# خط الكهرباء العلوي لقناة السويس

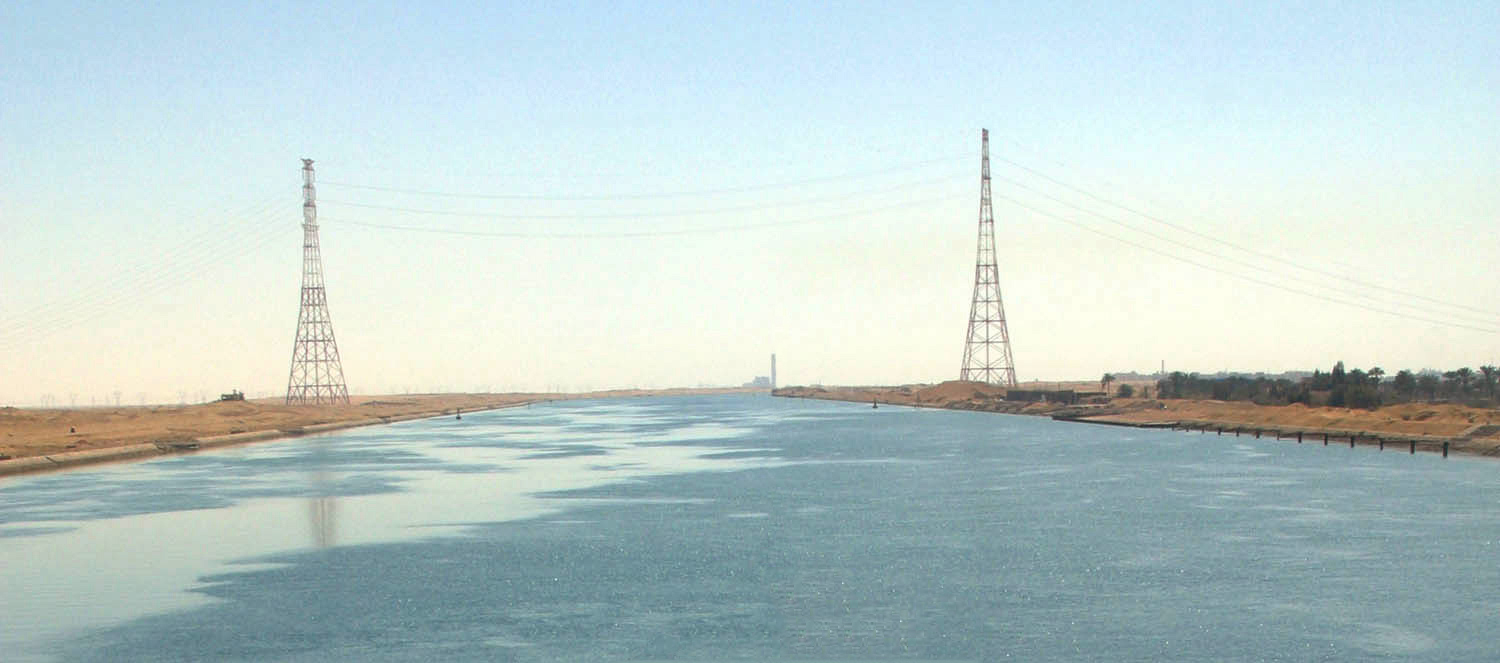
معبر الخط العلوي

خط الكهرباء العلوي لقناة السويس هو خط كهرباء رئيسي تم بناؤه عبر قناة السويس في عام 1998، ويقع بالقرب من السويس، مصر. إنه مصمم لدائرتين 500 كيلو فولت.
لأن الخلوص المطلوب فوق قناة السويس هو 152 مترًا (499 قدمًا)، يحتوي الخط على برجين بارتفاع 221 مترًا (725 قدمًا) (على جانبي المعبر) على الرغم من عرضه الصغير البالغ 600 متر (2000 قدم). يحتوي كل برج على أربعة أذرع عرضية: ثلاثة للموصلات وواحد للقبض على الموصلات في حالة فشل سلسلة العازل.

## التطورات الهامة في المنطقة
وكان المعبر جزء من حملة واسعة لتطوير المناطق المحيطة بقناة السويس، بما في ذلك مشاريع أخرى مثل نفق الشهيد أحمد حمدى تحت قناة السويس (أنجز عام 1981)، وجسر سكة حديد شركة الفردان وجسر قناة السويس (اكتمل في 2001).
تم بناء الخط من قبل تحالف بين إنركوم وسيمنز .